# Diócesis de Larantuka
La diócesis de Larantuka (en latín: Dioecesis Larantukana y en indonesio: Keuskupan Larantuka) es una circunscripción eclesiástica latina de la Iglesia católica en Indonesia, sufragánea de la arquidiócesis de Ende. La diócesis tiene al obispo Franciscus Kopong Kung como su ordinario desde el 16 de junio de 2004.

## Territorio y organización
La diócesis tiene 3751 km² y extiende su jurisdicción sobre los fieles católicos de rito latino residentes en las regencias de Flores Oriental y Lembata en la provincia de Islas menores de la Sonda orientales. 
La sede de la diócesis se encuentra en la ciudad de Larantuka, en donde se halla la Catedral de la Reina del Rosario.
En 2019 en la diócesis existían 49 parroquias.

## Historia
El vicariato apostólico de Larantuka fue erigido el 8 de marzo de 1951 con la bula Omnium Ecclesiarum del papa Pío XII, obteniendo el territorio del vicariato apostólico de las Islas Menores de la Sonda (hoy arquidiócesis de Ende), y del vicariato apostólico de Atambua (hoy diócesis de Atambua).
El 3 de enero de 1961 el vicariato apostólico fue elevado a diócesis con la bula Quod Christus del papa Juan XXIII.
El 25 de enero de 1982 cedió la isla Alor a la diócesis de Kupang (hoy arquidiócesis de Kupang).

## Estadísticas
De acuerdo al Anuario Pontificio 2020 la diócesis tenía a fines de 2019 un total de 249 540 fieles bautizados.
| Año                                                                             | Población            | Población | Población      | Sacerdotes | Sacerdotes    | Sacerdotes    | Bautizados por sacerdote | Diáconos permanentes | Religiosos | Religiosos | Parroquias |
| Año                                                                             | Bautizados católicos | Total     | % de católicos | Total      | Clero secular | Clero regular | Bautizados por sacerdote | Diáconos permanentes | Varones    | Mujeres    | Parroquias |
| ------------------------------------------------------------------------------- | -------------------- | --------- | -------------- | ---------- | ------------- | ------------- | ------------------------ | -------------------- | ---------- | ---------- | ---------- |
| 1969                                                                            | 163 352              | 332 986   | 49.1           | 55         | 5             | 50            | 2970                     |                      | 72         | 131        | 30         |
| 1980                                                                            | 207 753              | 408 000   | 50.9           | 46         | 9             | 37            | 4516                     |                      | 83         | 141        | 30         |
| 1990                                                                            | 222 717              | 276 061   | 80.7           | 52         | 20            | 32            | 4283                     |                      | 43         | 152        | 31         |
| 1998                                                                            | 217 326              | 217 326   | 100.0          | 99         | 70            | 29            | 2195                     |                      | 44         | 195        | 33         |
| 2001                                                                            | 230 375              | 247 268   | 93.2           | 107        | 81            | 26            | 2153                     |                      | 44         | 208        | 37         |
| 2002                                                                            | 246 614              | 274 773   | 89.8           | 116        | 79            | 37            | 2125                     |                      | 59         | 234        | 37         |
| 2003                                                                            | 250 311              | 276 231   | 90.6           | 123        | 82            | 41            | 2035                     |                      | 63         | 253        | 37         |
| 2004                                                                            | 256 280              | 274 373   | 93.4           | 135        | 100           | 35            | 1898                     |                      | 58         | 269        | 37         |
| 2013                                                                            | 254 958              | 322 530   | 79.0           | 140        | 107           | 33            | 1821                     |                      | 175        | 271        | 48         |
| 2016                                                                            | 239 140              | 299 148   | 79.9           | 148        | 111           | 37            | 1615                     | 57                   | 177        | 276        | 48         |
| 2019                                                                            | 249 540              | 303 694   | 82.2           | 139        | 105           | 34            | 1795                     |                      | 263        | 203        | 49         |
| Fuente: Catholic-Hierarchy, que a su vez toma los datos del Anuario Pontificio. |                      |           |                |            |               |               |                          |                      |            |            |            |

## Episcopologio
- Gabriel Manek, S.V.D. † (8 de marzo de 1951-3 de enero de 1961 nombrado arzobispo de Ende)
- Antoine Hubert Thijssen, S.V.D. † (3 de enero de 1961-23 de febrero de 1973 renunció)
- Darius Nggawa, S.V.D. † (28 de febrero de 1974-16 de junio de 2004 retirado)
- Franciscus Kopong Kung, por sucesión el 16 de junio de 2004